# Konstanty Gorski
Konstanty Antoni Gorski (phát âm tiếng Ba Lan: [kɔnˈstantɨ anˈtɔɲi ˈgɔrskʲi], 13 tháng 6 năm 1859 tại Lida – 31 tháng 5 năm 1924 tại Poznań) là một nhà soạn nhạc, nghệ sĩ vĩ cầm, nhạc công organ và giáo viên âm nhạc người Ba Lan.

## Cuộc đời
Gorski bắt đầu đi học ở Grodno và tiếp tục học tại Trường trung học Ngữ văn Đệ nhất ở Wilno. Ông học âm nhạc tại Viện Âm nhạc ở Warsaw, làm học trò của Apolinary Kątski, và tại Nhạc viện St.Petersburg. Năm 1881, ông tốt nghiệp lớp của nhà sư phạm và nghệ sĩ vĩ cầm vĩ đại người Hungary Leopold Auer. Cùng năm, ông được nhận Huy chương bạc và danh hiệu "nghệ sĩ tự do". Năm 1882, ông học sáng tác và phối khí trong lớp của nhà soạn nhạc nổi tiếng người Nga Nikolai Rimsky-Korsakov.
Năm 1890, sau 8 năm di chuyển qua Nga và Gruzia - ghé thăm Penza, Saratov và Tiflis (Tbilisi ngày nay), Gorski chuyển đến thành phố Kharkov của Ukraine và ở đó trong 29 năm. Trong những năm đó, ông dạy tại Trường Trung học Nhạc kịch Kharkov và biểu diễn công ích. Ông là một trong những người sáng lập tổ chức văn hóa "Ngôi nhà Ba Lan". Ông cũng làm nhạc trưởng dàn nhạc giao hưởng và luôn là một nghệ sĩ vĩ cầm được công chúng yêu mến. Gorski được các nhà soạn nhạc đánh giá cao khi ông trình diễn các tác phẩm của họ. Pyotr Ilyich Tchaikovsky thể hiện sự tôn trọng sâu sắc và nói rằng Gorski là người vĩ đại nhất từng biểu diễn bản nhạc dành cho vĩ cầm của ông.
Những thay đổi về chính trị và kinh tế ở Đế quốc Nga, đặc biệt là Cách mạng Tháng Mười năm 1917, có ảnh hưởng lớn đến Gorski. Gorski biết cuộc nội chiến sắp đến và không có khả năng tiếp tục công việc ở Kharkov, ông đưa gia đình trở về Ba Lan. Lúc đầu, ông làm việc ở các rạp chiếu phim "Colosseum" và "Wodewil" ở Warsaw, sau đó ông chuyển đến Poznań. Tại đây, ông làm nhạc trưởng của Nhà hát Lớn cho đến cuối đời.

## Tác phẩm tiêu biểu
- Bản Organ fantaisie giọng Fa thứ
- Bản Missa Solemnis giọng Mi giáng trưởng và Bản Missa giọng La thứ
- Opera, Margier
- Opera, Za chlebem
- Bài hát: Ave Maria, Salve Regina, Salutation a la Sainte Vierge, Зряще мя безгласна (Zriaszcze mia bezglasna) và 12 pieśni do słów Maria Konopnicka, Władysław Syrokomla, Zd. Dębickiego i in. na m-sopran lub tenor z towarzyszeniem fortepianu
- Thơ giao hưởng: Na Olimpie và Zaczarowane koło
- Souvenir de Nadrzecze. Premiere Mazurka, Petite Etude - Spiccato, Seconde Mazourka, sur des chants polonais, Aria, Gavotte, Romance, 3-leme Mazourka, 1-ere Polonaise de Concert D-dur, 2-de Polonaise de Concert A-dur, Poeme Lyrique